# Церковь Святого Иова Многострадального (Брюссель)
Церковь в честь святого праведного Иова Многострадального (нидерл. Herdenkingskerk Sint-Job, фр. Église Saint-Job-le-Très-Souffrant d'Uccle) — русский православный храм-памятник в Брюсселе, входящий в юрисдикцию Западно-Европейской епархии Русской православной церкви за границей.

## История
В 1928 году Н. М. Котляревский член Воскресенского прихода в Брюсселе (РПЦЗ) и бывший секретарь генерала П. Н. Врангеля, выступил с инициативой возведения в столице Бельгии храма-памятника в честь «Царя-Мученика Николая II и всех богоборческой властью в смуте убиенных». Инициативу одобрил предстоятель РПЦЗ митрополит Антоний (Храповицкий) и в 1929 году под покровительством Великой княгини Ксении Александровны был создан комитет по сооружению храма-памятника.
В 1931 году при комитете была создана художественно-техническая комиссия, в которую вошли: искусствовед Павел Муратов, архитектор Николай Краснов, профессор Н. Л. Окунев и художник Иван Билибин. В ряде стран действовали отделы комитета и специальные представители (в Югославии С. Н. Палеолог собрал 100 тыс. динаров). Общая сумма пожертвований составила 1,2 млн бельгийских франков. В декабре 1932 года профессор Н. Л. Окунев в качестве образца храма предложил взять придельный храм Преображенской церкви, выстроенный в начале XVI века в с. Острове под Москвой.
В начале 1934 года проект храма, выполненный работавшим ранее в Санкт-Петербурге архитектором Н. И. Исцеленновым, был утверждён. 2 февраля 1936 года митрополит Анастасий (Грибановский) и сербский митрополит Досифей совершили закладку однопрестольного храма. Династию Романовых представлял князь Гавриил Константинович. После перерыва, вызванного Второй мировой войной, строительные работы были продолжены под руководством А. Б. Богдасарова. 1 октября 1950 года храм, вмещавший 400 человек, был освящён митрополитом Анастасием (Грибановским), епископами Нафанаилом (Львовым) и Леонтием (Борташевичем) в сослужении многочисленного духовенства и в присутствии князя Гавриила Константиновича Романова.
Одновременно с храмом был возведён церковный дом (в 1973 году расширенный пристройкой трапезной). После освящения попечение о храме взял на себя кружок свв. Марфы и Марии, позднее преобразованный в сестричество.
В августе 1977 года в ходе произошедшего пожара сгорел прохудившийся купол храма, а на его восстановление ушло несколько месяцев (ремонтом занимался Н. И. Исцеленнов). 15 августа 1981 года храм-памятник был ограблен: воры унесли дарохранительницу, напрестольное Евангелие и 45 икон, часть украденного была возвращена из антикварного магазина.
Издается бюллетень «Голос нашей церкви», действует приходская школа для детей и сестричество.

## Архитектурные особенности и убранство
Четверик храма (высота — 24 м) завершен выступающим карнизом, ярусами закомар и куполом, покрытым медью и окрашенным в зелёный цвет. Стены храма расчленены лопатками, в пряслах пробиты узкие окна-бойницы, боковые фасады отмечены большими полуциркульными окнами, главный фасад — окном-розеткой. К перспективному порталу ведут гранитные ступени. Комплекс окружен железной оградой, а на территории высажены березы.
Стилизованные иконы в трехъярусном иконостасе, исполненном по эскизу Н. И. Исцеленнова, написаны иконописцами-эмигрантами: княжной Е. С. Львовой, Исцеленновым и др. У правого клироса расположен киот «Воскресение Христово» с изображением небесных покровителей Царской семьи, у левого — Всех русских святых (оба киота — работы архимандрита Киприана (Пыжова)). Над киотами расположены четыре мраморные доски: на двух увековечены имена членов Царской семьи, на других — молитва об «умученных и убиенных большевистской богоборческой властью». В алтаре храма находятся памятные доски с именами 122 мученически пострадавших в России архиереев. Среди других памятных досок многие сооружены воинскими объединениями и отдельными лицами. Плащаницу для храма вышила член Комитета Н. П. Солдатенкова.
В алтарной конхе Н. И. Исцеленновым написал образ Божией Матери «Нерушимая Стена», снаружи над входом, в тимпане, барон Н. Б. Мейендорф исполнил в 1968 году мозаику Феодоровской иконы Божией Матери, покровительницу династии Романовых. Росписей в храме нет. Интерьер освещает большое паникадило-хорос, сделанное по рисунку Исцеленнова.
В 1971 году на шатровой звоннице, находящейся на церковном доме, были повешены семь колоколов, отлитые в Лувене и настроенные Н. В. Соколовым, бывшем звонарём с Волги. Самый большой колокол весом в одну тонну назван «Царевичем», другой — «Пересветом».

## Реликвии храма
В одной из стен храма замурованы реликвии, обнаруженные в Ганиной Яме, на месте уничтожения тел Царственных страстотерпцев, в том числе предположительно палец Николая II.

Великой княгиней Ксенией Александровной подарены храму: икона Иоанна Крестителя, находившаяся ранее в Ипатьевском доме (расположена над царскими вратами), Библия Императрицы, погон и шинель императора Николая II, а также стул, на котором он сидел в 1916 году на фронте. На полках вдоль стен размещены иконы, пожертвованные русскими людьми в память новомучениках российских; на хорах находятся знамёна Императорской и Белой армии. 

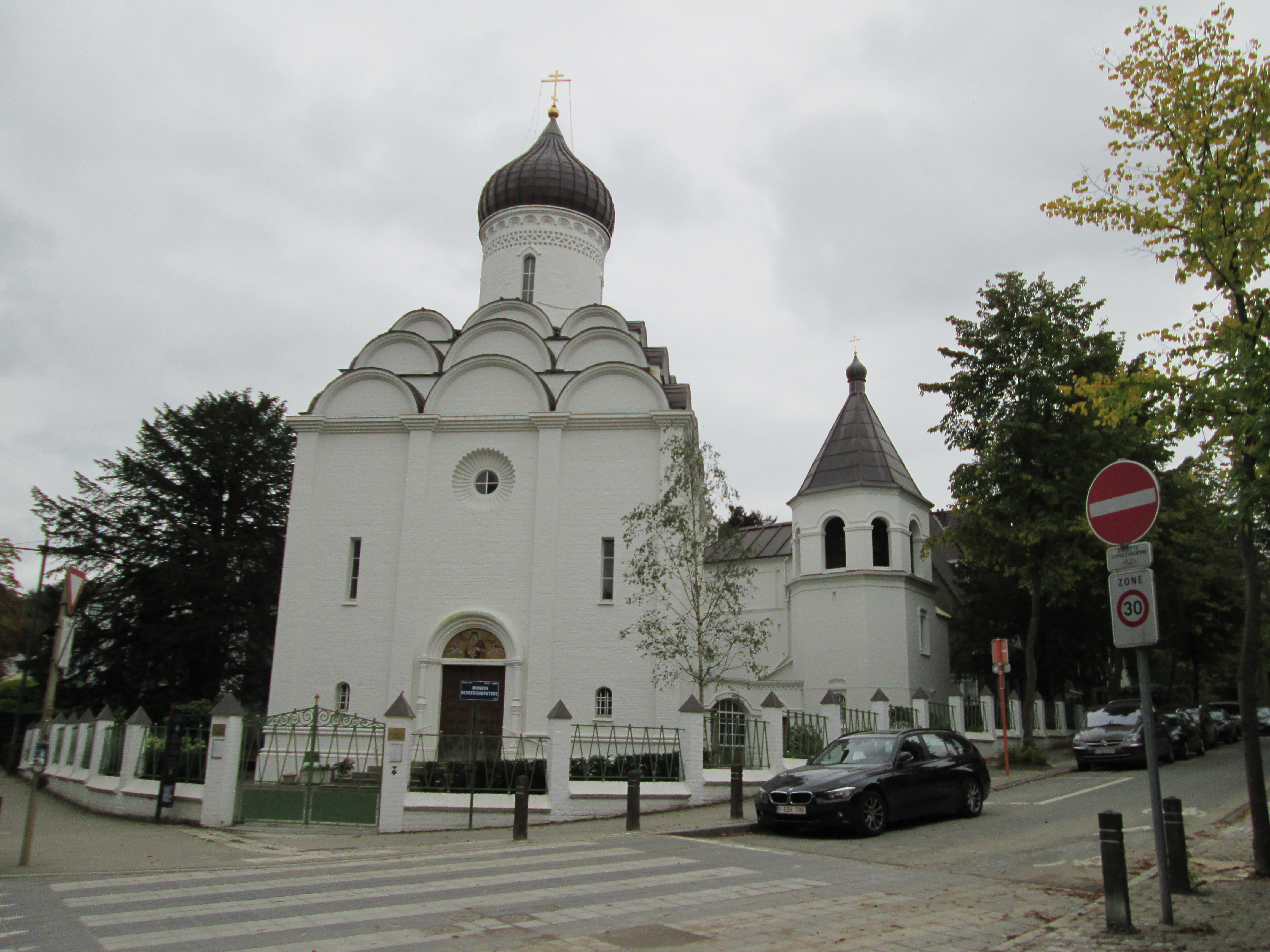

## Настоятели
- архиепископ Иоанн (Максимович) (1950—1964)
- архиепископ Антоний (Бартошевич) (1964—1993)
- архиепископ Серафим (Дулгов) (1993—2001)
- епископ Амвросий (Кантакузен) (2001—2004)
- епископ Агапит (Горачек) (2004—2006) временно
- архиепископ Михаил (Донсков) (2006—2017)
- протоиерей Леонид Грилихес (заместитель настоятеля с сентября 2012)